# The Sin of Madelon Claudet
 The Sin of Madelon Claudet és una pel·lícula estatunidenca dirigida per Edgar Selwyn, estrenada el 1931.

## Argument
La jove Madelon Claudet és una prostituta que ha de passar deu anys a la presó per un delicte que no ha comès.

## Producció
La pel·lícula al principi va ser titulada The Lullaby. Seguint la seva primera preestrena, no deixada gairé bé pels crítics, que van quedar impressionats amb Hayes en el seu debut al cinema sonor després d'un parell de pel·lícules mudes, però van opinar que la trama era convencional i sensiblera. El productor Irving Thalberg anomenat en l'obra Charles MacArthur, que  era el marit de Hayes, va manipular el guió. El va revisar exhaustivament, ometent personatges intranscendents i emmarcant la història com a flashback.
Hayes hi havia començat rodant Arrowsmith per Samuel Goldwyn i va haver de completar aquell projecte abans de rodar les noves escenes pel film de Thalberg pel·lícula. Va ser retitulada El Pecat de Madelon Claudet .
La pel·lícula va ser votada com una de les deu millors pel·lícules de l'any per una enquesta de Film Daily.

## Rebuda
En la seva ressenya en el New York Times, Mordaunt Hall va afirmar, "[Helen Hayes''] fa un magnífic retrat en un paper  difícil només retreu que podia ser més alegre el seu debut sonor a la  pantalla. .. El Pecat de Madelon Claudet és una trista crònica que indubtablement tindrà una rebuda popular forta. Està dotada d'altres encomiables imitacions. .. [I] també té el benefici de l'experta direcció d'Edgar Selwyn."
Time (revista)Time diu que la pel·lícula era "notable perquè hi surt Helen Hayes al cinema per primer cop i perquè triomfa en la seva intenció — fer que les audiències plorin ... La pel·lícula està ben dirigida per Edgar Selwyn [i] esplèndidament interpretada per la resta del repartiment."

## Repartiment
- Helen Hayes: Madelon Claudet
- Lewis Stone: Carlo Boretti
- Neil Hamilton: Larry Maynard
- Cliff Edwards: Victor Lebeau
- Jean Hersholt: Dr. Dulac
- Marie Prevost: Rosalie Lebeau
- Robert Young: Dr. Lawrence Claudet
- Karen Morley: Alice Claudet
- Charles Winninger: M. Novella, Fotògraf
- Alan Hale: Hubert
- Halliwell Hobbes: Roget, amo d'hotel de Boretti
- Lennox Pawle: Felix St. Jacques
- Russ Powell: Senyor Claudet

## Premis
- Oscar a la millor actriu per a Helen Hayes